# КАвЗ-4270
КАвЗ-4270 — городской автобус большого класса производства Курганского автобусного завода. Спроектирован в 2014 году. В том же году был выпущен первый опытный экземпляр. В сентябре 2014 года была разработана новая модификация автобуса КАвЗ-4270-70.

## Модификации
- КАвЗ-4270 — базовая модификация, выпущен 1 экземпляр (позже модернизирован до модификации КАвЗ-4270-70)[6].
- КАвЗ-4270-50 — дизельная модификация. Установлен двигатель Cummins[источник не указан 571 день].
- КАвЗ-4270-70 — доработанный вариант автобуса. От базовой модификации отличается дверьми, над второй дверью установлен ЭМУ. Модификация выпускается с 2016 года по настоящее время. Установлен двигатель Cummins на КПГ. Выпущен 351 экземпляр[источник не указан 571 день].
- КАвЗ-4270-80 — модификация на базе КАвЗ-4270-70, отличается двигателем ЯМЗ на КПГ. Разработана в 2018 году, серийно выпускается с 2019 года. Выпущено 250 экземпляров[источник не указан 571 день].
  - КАвЗ-4270-82 — модификация, разработанная в 2020 году, выпускается с 2021 года[7].
- КАвЗ-4270 LE — полунизкопольная модификация автобуса, оснащается двигателем ЯМЗ-536 на КПГ. Модификация впервые представлена на выставке «BW Expo 2022»[источник не указан 571 день].

## Города-эксплуатанты
- Арзамас
- Керчь
- Киров
- Кострома
- Краснодар
- Курган
- Лабытнанги
- Липецк
- Набережные Челны
- Нижневартовск
- Новокузнецк
- Новый Уренгой
- Ноябрьск
- Пенза
- Пермь
- Ростов-на-Дону
- Саки
- Сальск
- Севастополь
- Симферополь
- Таганрог
- Химки
- Якутск
- Архангельск

## Прочее
В октябре 2014 года первый экземпляр с заводским номером 1 был представлен на ВДНХ. Позднее этот автобус был переделан в КАвЗ-4270-70.
Согласно новым стандартам, автобус относится к большому классу, так как имеет длину более 10 метров.